# Braunschweigische Münzgeschichte

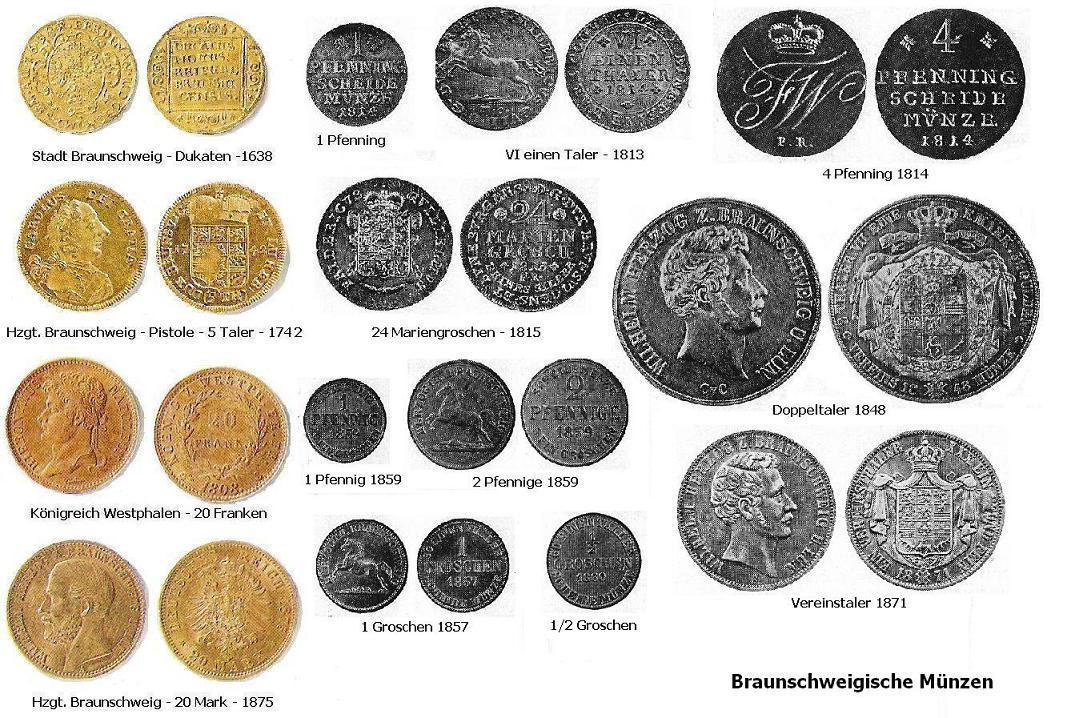
Einige Braunschweiger Münzen

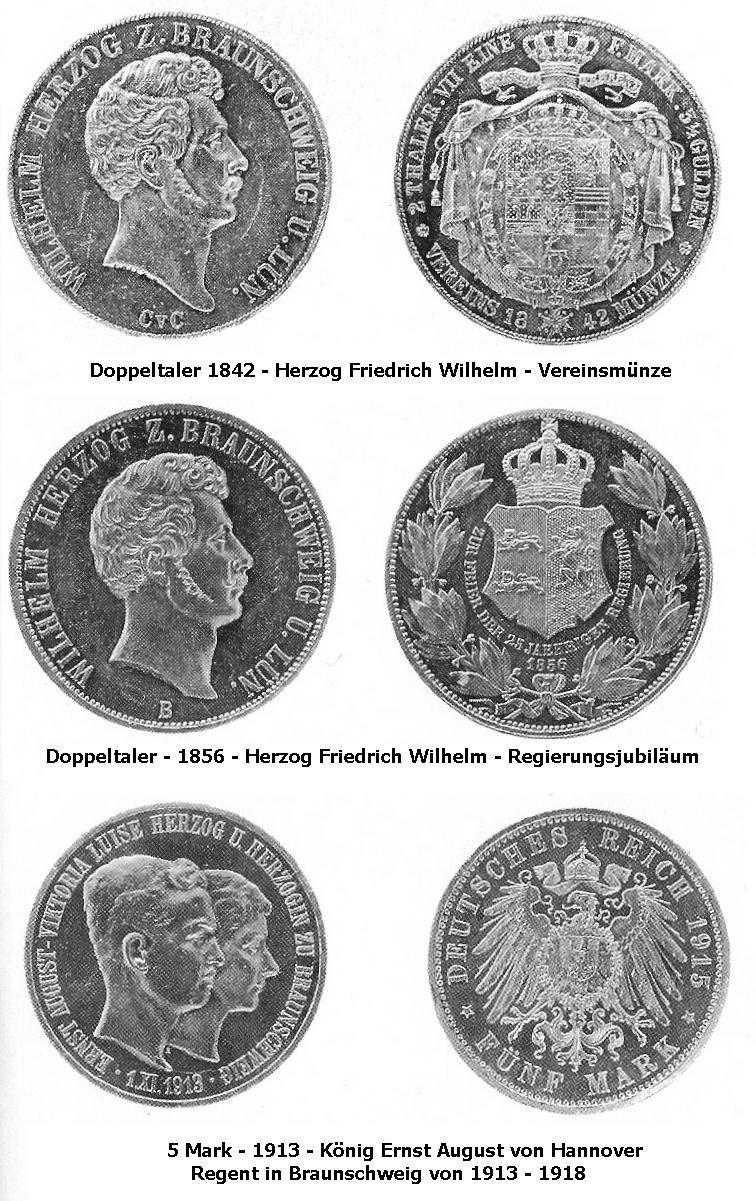
Doppeltaler

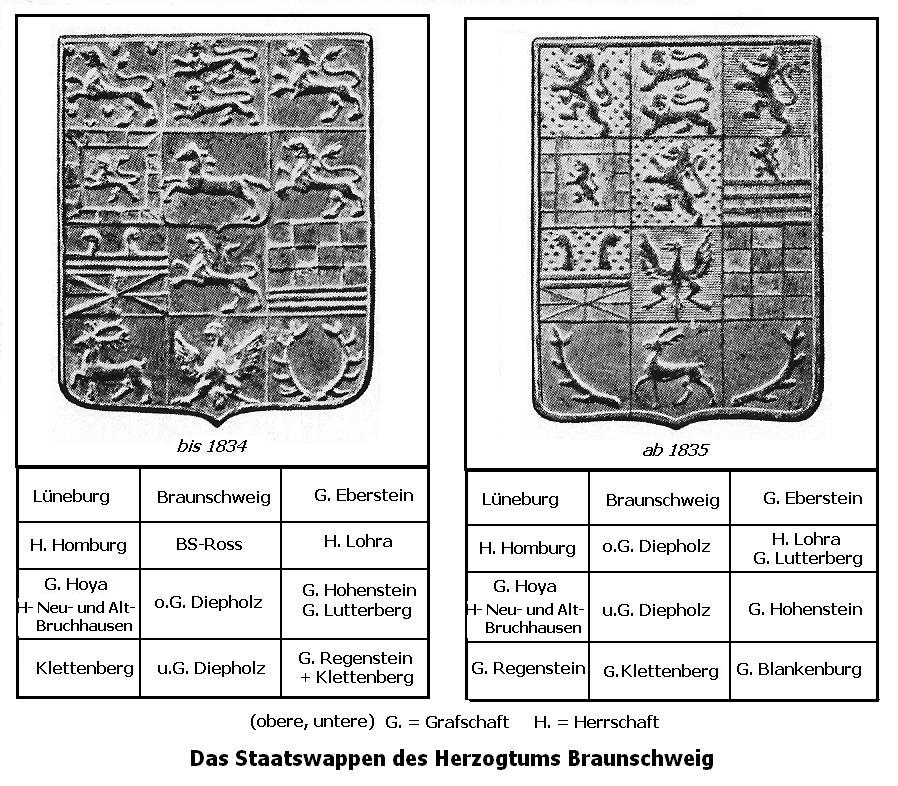
Braunschweiger Wappenbilder auf Münzen

Die Braunschweigische Münzgeschichte in engeren Sinne umfasst die Münzprägungen im Zeitraum von 1814 (Gründung des Herzogtum Braunschweig) bis 1948 (Gründung des Landes Niedersachsen).

## Vorgeschichte
Das Herzogtum Braunschweig ging als Ergebnis des Wiener Kongresses aus dem Fürstentum Braunschweig-Wolfenbüttel hervor, seinerseits einem Teilfürstentum des Herzogtums Braunschweig-Lüneburg.
Nach der Kipper- und Wipperzeit wurde in Braunschweig ab 1623 das Mariengeld eingeführt. Die Hauptmünze des Mariengeldes war der Mariengulden, der in 20 Mariengroschen eingeteilt war. Ein Reichstaler nach dem offiziellen 9-Taler-Münzfuß war im Braunschweiger Gebiet 36 Mariengroschen wert. Neben (nur unter Herzog Friedrich Ulrich ausgeprägten) ganzen und halben Guldenstücken wurden (teils bis ins 19. Jahrhundert) 4, 2 und 1 Mariengroschen sowie halbe Mariengroschen (Matthier) geprägt. Das 4-Mariengroschen-Stück wog 2,35–2,5 g, die 2-Mariengroschen-Stücke 1,10–1,4 g. Das Bild der Maria war der Wertangabe mit dem Zusatz „Von feinem Silber“ gewichen.
Im Zinnaer Münzvertrag vereinbarten Brandenburg und Sachsen den leichteren (Zinnaer Münzfuß), nach dem 10½ Talermünzen aus der feinen Mark geprägt werden sollen. Dieser Taler hatte ein rechnerisches Feingewicht von 22,22 g. Eingeteilt in 24 Groschen bildete er die Grundlage für die neue Kursmünze den ⅔-Taler, der 60 süddeutschen Kreuzern der damaligen Zeit und damit einem Guldentaler entsprach. Seit 1668 orientierten sich die Herzöge von Braunschweig am Münzvertrag von Zinna. Zwar blieb es beim Mariengeld, und sie wichen auch vom Zinnaer Münzfuß ab. Allerdings wurden sofort 24- und 12-Mariengroschen, entsprechend dem ⅔- und ⅓- Taler des Zinnaer-Fußes, geprägt. Die Braunschweiger ⅔-Taler haben 1675 ein Durchschnittsgewicht von 16,47 g.
1687 ging Braunschweig auf den 12-Taler-Münzfuß (Leipziger Münzfuß) herunter. Geprägt wurden 12-lötige ⅔-Stücke. Von diesen gingen 13½ aus der Mark, d. h. sie hatten eine Masse von 19,32 g. Der Leipziger Münzfuß wurde auch für die Kleinmünzen genutzt. Vom 1/12 Taler oder Doppelgroschen abwärts wurden die kleinen Sorten ausgebracht. Die Bezeichnung NACH DEM LEIPZIGER FVS erscheint erstmals auf den 6 Mariengroschen von Braunschweig 1696, 1699 auch auf den 1/12-Talern.
1748 prägte der Kaiser des Heiligen römischen Reichs deutscher Nation für seine österreichischen Gebiete einen 20 Gulden oder 10 Taler aus der 900/1000 feinen Mark. D.h. ein Taler enthielt 23,386 g Feinsilber, ein Gulden die Hälfte. Dieser Münzfuß lag der Münzkonvention zugrunde, die 1753 zwischen Österreich und Bayern geschlossen wurde. Braunschweig schloss sich 1764 an. Die Hauptmünze war der Konventionstaler. In Braunschweig wurde ein Konventionstaler in 32 Mariengroschen eingeteilt. Der halbe Taler/1 Gulden entsprach somit dem bisherigen ⅔-Taler; er trägt die Aufschrift „XX eine feine Mark“. Es wurden Stücke nach dem Konventionsfuß bis hinunter zum 1/12-Taler-Stück geprägt.
Neben den Silbermünzen waren Goldmünzen im Umlauf. 1710 begann man im Harz mit der Prägung von Dukaten aus Harzgold. In Anlehnung an den französischen Louisdor bzw. die spanische Pistole hatte das Fürstentum Braunschweig-Wolfenbüttel 1742 den Karsdors, eine Pistole, prägen lassen. Beliebt waren Goldabschläge von Silber- und besonders Kupfermünzen im Dukatengewicht.

## 1808 bis 1838

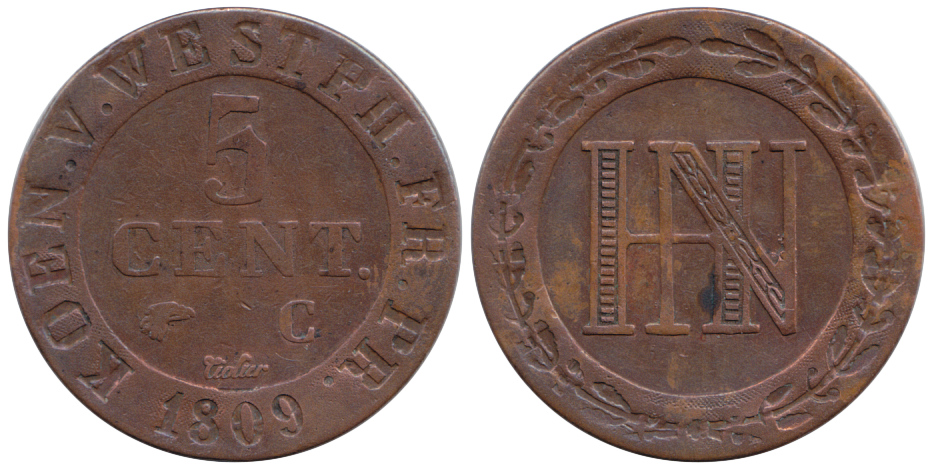
Kupfer 5 Centimes 1809, Königreich Westphalen

Am 1. Januar 1808 wurde im Königreich Westphalen der „Code Napoléon“ als bürgerliches Gesetzbuch eingeführt. Gleichzeitig wurde der französische Franken Landeswährung. Seit dem 1. Januar 1809 war die Dezimalrechnung und das metrische System eingeführt worden.
Der französische Franken war zwar Landeswährung, jedoch blieben die im Lande vorhandenen Münzen anderer Währungen im Gebrauch. König Jerôme hat zwischen 1808 und 1813 eine lebhafte Münztätigkeit entfaltet. Er ließ Münzen nach französischer Währung prägen, in Gold 20-, 10- und 5-Franc, in Silber 5-, 2 und ½-Franc, in Billon 20-, 10-, 5- und 2-Centimes sowie in Kupfer 5-, 3-, 2- und 1-Centimes. Aber auch Pistolen und, nach Konventions-Fuß, ⅔-Taler und 24 Mariengroschen, 1/6-, 1/12- und 1/24-Taler. Weiter Mariengroschen, 4-Pfennige sowie 2- und 1 Pfennige Kupfermünzen, und im Leipziger Fuß 24 Mariengroschen.
Nach den Friedensschlüssen von 1815 sind weder münzrechtlich noch im Münzfuß grundsätzliche Veränderungen im deutschen Münzwesen eingetreten. In der Verfassung des Deutschen Bundes der 35 souveränen Fürsten, der an die Stelle des alten Deutschen Reiches getreten war, blieb die Münzhoheit unverändert den einzelnen Bundesstaaten vorbehalten, die nun zunächst weiter nach den aus dem 18. Jahrhundert übernommenen Münzfüßen geprägt haben.
Friedrich Wilhelm (Herzog 1806–1815) ließ Harzgold-Dukaten und einfache Pistolen zu 10 und 5 Talern ebenso prägen wie Mariengroschen, 1/6- und 1/12-Taler sowie 6 Pfennige nach dem Konventions-Fuß, hinzu kamen 4-, 2- und 1 Pfennige aus Kupfer. Die gleichen Münzen ließ Karl II. (Herzog 1815–1823) bis zu seiner Vertreibung 1830 prägen, hinzu kam Speciestaler und ein halber Konventionstaler zu „XX aus der feinen Mark“.

## 1838 bis 1871
Im Juli 1838 wurde der Deutsche Münzverein gegründet. Preußen, die süddeutschen und zahlreiche mitteldeutsche Bundesstaaten mit der Freien Stadt Frankfurt schufen ein Münzsystem auf der Grundlage des preußischen 14-Taler-Fußes. Zentrales Nominal war als „Vereinsmünze“ der Doppeltaler = 3½ süddeutsche Gulden. Aus der feinen kölnischen Mark wurden also sieben Doppeltaler zu 33,4 g und 3½ Gulden geschlagen. Die Feinheit des Silbers war auf 900/1000 festgelegt. Hannover, Braunschweig, Oldenburg und Bremen waren dem Deutschen Münzverein nicht beigetreten. Praktisch aber hatte Hannover bereits 1834 den preußischen Münzfuß angenommen und seitdem Taler zu 14 Stück aus der feinen Mark geprägt, ab 1854 dann auch 2-Taler Vereinsmünzen. Braunschweig folgte dem Beispiel Hannovers 1837 mit Talern nach dem 14-Talerfuß und prägte seit 1842 auch die Vereinsmünze zu 2 Talern.
Inzwischen hatten 1853 neue Verhandlungen über die Münzfrage eingesetzt, und zwar jetzt unter Teilnahme von Österreich. Sie haben am 24. Januar 1857 in Wien zum Abschluss des Wiener Münzvertrages geführt, dem nunmehr sämtliche deutschen Bundesstaaten außer den Hansestädten, Mecklenburg und Holstein beitraten. Die bisherigen Vereinsmünzen zu 2 und 1 Taler blieben die gleichen, und auch am Münzfuß wurde nichts geändert. Wohl aber wurde jetzt die alte kölnische Mark als Gewichtseinheit aufgegeben und dafür das Zollpfund zu 500 g eingeführt. Aus dem Pfund fein wurden also nun 30 Vereinstaler oder 15 Doppeltaler geprägt, wie es in den entsprechenden Aufschriften zum Ausdruck kommt. Der Münzfuß von 1857 war demnach für die Doppeltaler 13½ Stück aus 900 feinem Silber = 37,03 (33,23 g), für die Taler 27 Stück = 18,51 (16,6) und für die 1/6-Taler 93,6 Stück 520 fein = 5,34 (2,77) g. Als Goldmünze des neuen Münzvereins war die Krone zu 50 Stück aus dem Pfund fein = 10 g fein vorgesehen, aber ihre Prägung den Mitgliedern freigestellt.
In Braunschweig erschienen eine Goldkrone 1859, Vereinstaler seit 1858, zuletzt 1871. Groschen zu 30 auf den Taler 1857/60 sowie in Kupfer 2- und 1-Pfennige 1859/60. Die Münze in Braunschweig war 1859 geschlossen worden, und die letzten Münzen sind seitdem in Hannover geprägt worden. Die Gepräge wurden immer einförmiger. Auf den größeren Münzsorten wird der bloße Kopf des Landesherren mit schrägem Halsabschnitt die Regel, auf den kleineren das Wappen, in Hannover und Braunschweig das springende Pferd, dazu Wertaufschriften im Felde oder im Kranz. Unter den Stempelschneidern finden wir, zumal für die Bildnisse Künstler, wie vor allem Friedrich Brehmer in Hannover 1815–53 und J. G. Fritz in Braunschweig 1835 bis 1852, die ihre Erzeugnisse auch signiert haben.

## Seit 1871
Nach der Gründung des Deutschen Reiches am 18. Januar 1871 ging auf Grund der Reichsverfassung vom 16. April 1871 die Münzhoheit ausschließlich auf das Reich über.
Die neuen Reichsmünzen waren in Gold 900 fein die Werte zu 20, 10 und 5 (bis 1877) Mark, in Silber 5, 2, 1 Mark, 50 Pfennig (seit 1904: ½ Mark) und 20 Pfennig (bis 1886), ebenfalls 900 fein. Die Mark wog 5,5 (4,95) g. Aus Nickel wurden geprägt Stücke zu 10 und 5 Pfennig, 1886–88 auch zu 20 und 1909–12 zu 25 Pfennig, aus Kupfer zu 2 und 1 Pfennig. 1908 kehrte auch der alte Taler als 3-Markstück zu 16,6 (14,99) g wieder. Für die Rückseite sämtlicher Reichsmünzen war einheitlich der Reichsadler vorgeschrieben. Die Vorderseite war den Bundesstaaten überlassen, die Bildnisköpfe der Bundesfürsten oder Wappen der Freien Städte zeigten.

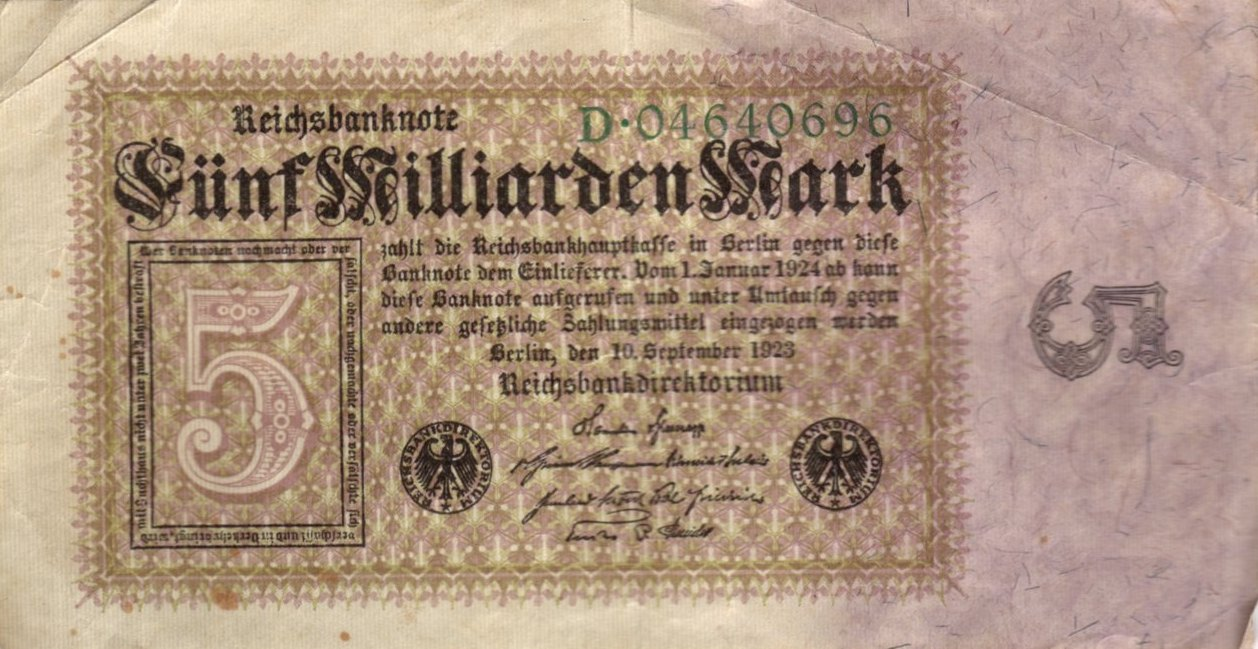
Reichsbanknote 5 Milliarden Mark

Der Ausgang des Krieges von 1914 bis 1918 erschütterte das feste Währungsgefüge und führten in den Jahren 1921–23 zur Inflation. Neben einer wahren Flut von Reichsbanknoten, die allein 30 Papierfabriken und 133 Druckereien beschäftigten, kam das Papiernotgeld der Länder, Kreise, Gemeinden und Privatfirmen. Daneben gab es Notgeld aus Eisen, Zinn, Zink, Aluminium oder Porzellan, das nur hier und da, in erster Linie beim weitgehend in Meißen ausgegebenen Porzellangeld, auch den Versuch eines guten Münzbildes machte. Wir kennen Hartnotgeld in Werten meist zu 5, 10, 20 und 50 Pfennig aus Braunschweig (Land und Staatsbank), Bremen, Hannover, Hildesheim, Leer, Lüneburg, Northeim und Peine, auch von Oldenburg, Osterode und den Unterweserstädten. Peine gab auch ein originelles Porzellangeld zu 10000 M „Kippergeld“ heraus, das aber keinen wirklichen Umlauf gehabt hat.
Auch unter den Papiernotgeldscheinen sind sehr viele Scheine im Werte von meist 5 bis 50 oder 75 Pfennig, die mit vielen bunten und oft recht geschmackvollen und originellen Darstellungen aus der Stadtgeschichte und dergleichen bedruckt sind, aber praktisch kaum im Umlauf waren. Solche Notgeldscheine gibt es auch aus Braunschweig. Immerhin beleben sie etwas das trostlose Bild dieser Zeit. Das Reich selbst hat an Hartgeld 1922 nur Aluminium 3-Markstücke und 1923 solche zu 200 und 500 Mark geprägt.
Die Begründung der Rentenbank im Oktober 1923 und die Ausgabe der „Rentenmark“ = 1 Billion Papiermark = 10/12 Dollar brachte dann endlich den Umschwung und bahnte den Weg zu wieder einigermaßen normalen Geld- und Münzverhältnissen. Durch die Gesetze vom 20. März und 21. August 1924 kehrte man grundsätzlich zur Goldwährung zurück und beschloss zugleich die Prägung von neuen Silbermünzen zu 1, 2, 3 und 5 Reichsmark aus 500 feinem Silber neben Stücken aus Aluminiumbronze zu 5 und 10 sowie Kupfer zu 2 und 1 Reichspfennig. Die neuen Münzen waren nunmehr unter der Republik auch auf der Vorderseite für das ganze Reich völlig gleichförmig mit dem neuen Reichsadler, doch wurden auch Gedenkmünzen zugelassen. Zu nennen sind die 3- und 5-Markstücke auf das Lessingjahr 1929, das vor allem in Braunschweig begangen wurde (Kopf Lessings von Rud. Bosselt in Braunschweig).
Durch die Münzreform von 1933 wurden wiederum neue Silbermünzen eingeführt, und zwar Stücke zu 2 und 5 Reichsmark aus 900 bzw. 625 feinem Silber. Das 3-Markstück verschwand nunmehr endgültig aus der deutschen Münzgeschichte.